# Рено де Пресиньи
Рено (II) де Пресиньи (фр. Renaud de Précigny; 1227 — 1270, Тунис) — сеньор де Маран, Оруэ, Бридоре, Ранже и ла-Бретинье, маршал Франции вплоть до своей гибели в 1270 году. Происходил из семьи Сент-Мор-Пресиньи — предполагают, что его братом являлся Гийом III Пресиньи, сеньор Сент-Мор. Таким образом, родителями Рено являются Жубер I (Josbert I) и Агнес де Вандом, дочь Жана де Вандома.
Вероятно, он был назначен маршалом Франции королём Людовиком IX примерно в 1265 году вместе с Эриком де Божё, после смерти Анри II Клемана, сеньора дю Мес и д’Аржантан. Он сопровождал Людовика IX в его экспедиции в Африку вместе с сыном и братом и погиб в сражении с сарацинами. Его коллега Эрик де Божё вскоре также погиб во время этого крестового похода.

## Герб
В своём труде «Dictionnaire de la noblesse» Франсуа де Ла-Шене де Буа рассказывает об уникальном обычае Рено де Пресиньи, связанном с некоторой курьёзностью его герба: «Задача состояла в том, чтобы все, кто проходил мимо его замка, должным образом описали герб, изображённый на двери, и тот, кому это удалось, должен был получить щит». По словам де Буа, блазон, способный описать его герб, звучит так:

Щит пересечён. Глава единожды пересечена и многократно рассечена на золото и лазурь переменных цветов, правая и левая вольные её части клинчато поделены в те же цвета. В поясе щита  лазурные и золотые наборные противопоставленные пояски. Оконечность рассечена в том же порядке и цветах. В центре поля помещён серебряный щиток.
Оригинальный текст (фр.)Coupé, la partie du chef encore coupée en deux, la première pallée contrepallée d'or et d'azur, aux deux cantons gironnés de même; la seconde fascée contrefascée de même, la partie de la pointe aussi de même, et un écusson d'argent en cœur.

В терминах русской геральдики описание  герба сеньоров де Пресиньи примерно соответствует такому: «Щит единожды рассечён и пятикратно пересечён поясами переменных цветов — золото и лазурь. Глава дважды рассечена — центральная часть троекратно рассечена на золото и лазурь, правая и левая части скошены справа и слева соответственно. В центре поля щита помещён серебряный щиток».
| Изображение | Описание |
|             | Согласно гербовнику Биго (1254): Оригинальный текст (фр.)Contre-fascé d'or et d'azur, au chef palé du second et du premier, chargé à dextre d'un canton tranché du premier et du second, et à senestre d'un canton taillé du second et du premier, à un écusson d'argent, pendant du chef, brochant en cœur. Согласно трудам Иоганна Ритстапа: Оригинальный текст (фр.)Coupé: au 1, recoupé: a. palé-contrepalé d'or et d'azur de huit pièces, ch. à dextre et à senestre d'un petit canton gironné de huit pièces d'or et d'azur, chaque canton couvrant un pal et demi en hauteur et largeur; b. fascé-contre-fascé d'or et d'azur de six pièces; au 2, fascé-contre-fascé d'or et d'azur de six pièces. Sur le tout d'argent plein. |
|             | Согласно Гельдернскому гербовнику (около 1430): Оригинальный текст (фр.)Contre-palé de douze pièces d'azur et d'or, à dextre, un canton carré tranché d'or et d'azur et à sénestre un canton carré taillé d'azur et d'or ; à une fasce contre-fascée d'or et d'azur ; à un écusson d'argent, brochant sur-le-tout. |